# Sender Krašov
Der Sender Krašov (tschechisch Vysílač Krašov bzw. Plzeň-Krašov) ist ein Sendemast zur Verbreitung von Fernseh- und UKW-Hörfunkprogrammen auf dem Zámecký vrch (Pernglauberg; 711 m) im Tepler Hochland zwischen Krašov und Bezvěrov, in der Region Pilsen in Tschechien. Der erste UKW-Sender in Krašov wurde am 27. März 1962 auf 66,56 MHz (bald auf 70,34 MHz geändert) eingeschaltet. Er verbreitete das damals noch neue Kulturprogramm „Československo 2 na VKV“ („Tschechoslowakei 2 auf UKW“). Am 2. Dezember 1963 kam auf 67,34 MHz „Československo 1“ und nach der Generalsanierung Ende der 1970er- / Anfang der 1980er-Jahre auf 69,56 MHz das tschechische Nationalprogramm „Praha“ mit den Regionalsendungen aus dem westböhmischen Bezirksstudio in Plzeň (Pilsen) hinzu. Ein Versuch, alle vier dem Standort zugeteilten UKW-Frequenzen (66,56 - 67,34 - 69,56 - 70,34 MHz) einzusetzen und vier Radioprogramme abzustrahlen, verlief aufgrund von Störstrahlungen und gegenseitiger Beeinflussung negativ. Nach der Wende wurden die UKW-Frequenzen der OIRT-Norm (65,9 bis 73,1 MHz) aufgegeben und die in Krašov installierten UKW-Sendern (drei polnische Doppelsender der Baureihe „ZARAT NRU10“ auf neue Frequenzen der CCIR-Norm (87,6 bis 107,9 MHz) umgestimmt).

## Geschichte
Der 347,5 Meter hohe, abgespannte Sendemast ist das zweithöchste Bauwerk in Tschechien und wurde von 1979 bis 1981 als Ersatz für den alten 305 Meter hohen Sendemast erbaut.
Der alte Mast mit 305 m Höhe wurde 1960 errichtet, hatte einen dreieckigen Querschnitt und war in 60, 128, 206 und 285 Meter Höhe in drei Richtungen abgespannt. In 285 Meter Höhe befand sich eine Meßkabine, über welcher in 291 Meter Höhe der Antennenträger mit den Fernsehsendeantennen folgte. Er stürzte bedingt durch Vereisung und einige Schäden, die er im Verlauf des Prager Frühlings am 25. August 1968 erhielt, im Jahr 1979 ein.
Am 28. Juli 2008 wurde mit der Ausstrahlung von DVB-T begonnen.

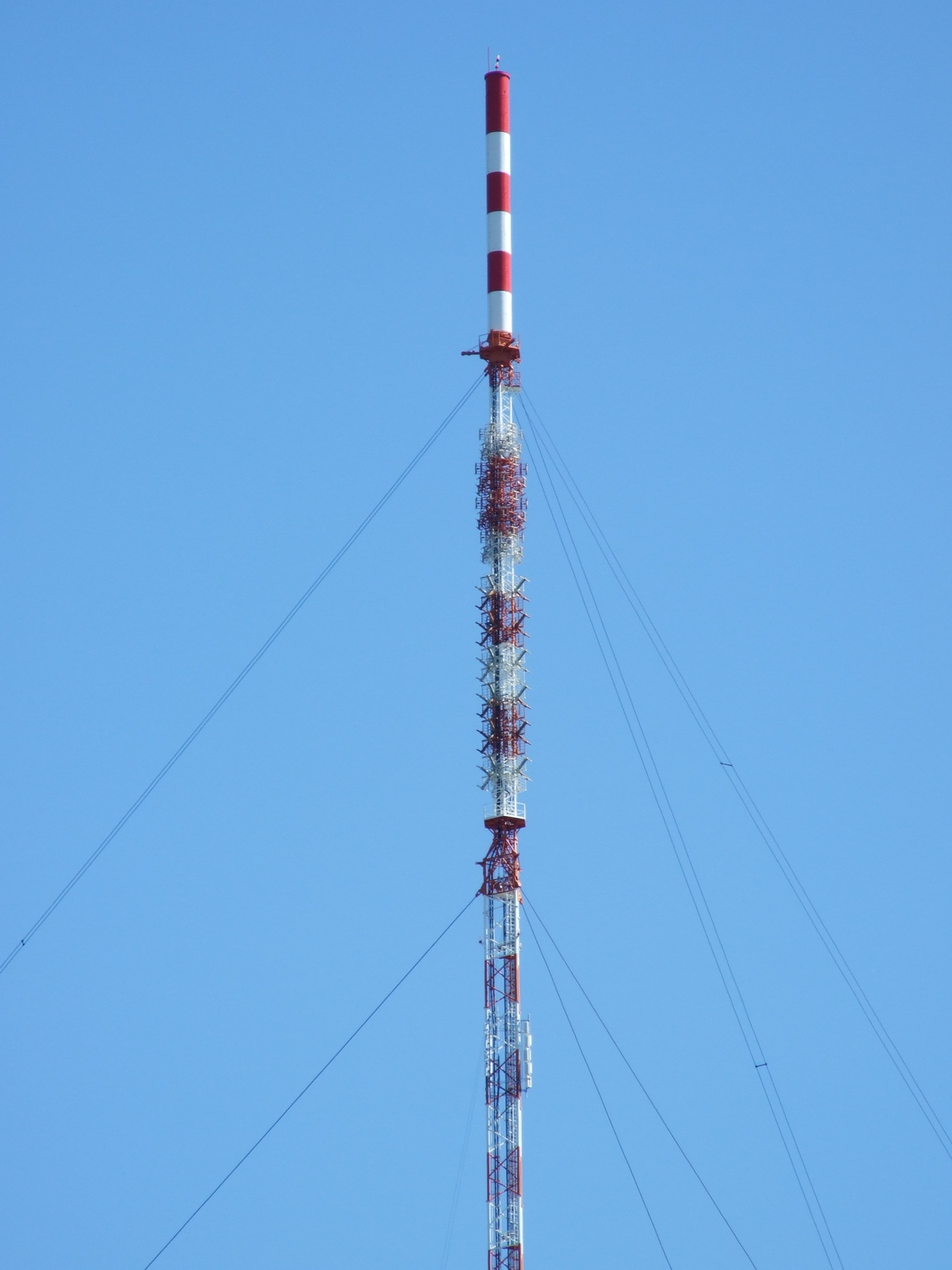
Antennen am Sendemast mit alter Spitze

## Frequenzen und Programme

### Analoges Radio (UKW)
In UKW werden folgende Programme ausgestrahlt:
| Frequenz (in MHz) | Programm            | RDS PS   | RDS PI | Regionalisierung | ERP (in kW) | Antennendiagramm rund (ND), gerichtet (D) | Polarisation horizontal (H), vertikal (V) |
| ----------------- | ------------------- | -------- | ------ | ---------------- | ----------- | ----------------------------------------- | ----------------------------------------- |
| 89,1              | ČRo 1 – Radiožurnál | R-ZURNAL | 232F   | –                | 89          | ND                                        | H                                         |
| 91,4              | Radio Impuls        | _IMPULS_ | 2203   | –                | 68          | ND                                        | H                                         |
| 95,6              | ČRo Vltava          | R-VLTAVA | 232D   | –                | 89          | ND                                        | H                                         |
| 101,7             | ČRo Dvojka          | R-DVOJKA | 232E   | –                | 89          | ND                                        | H                                         |
| 104,1             | Radio Frekvence 1   | RADIO_F1 | 2205   | –                | 72          | ND                                        | H                                         |

Digitales Radio DAB+ (Kanal 12C) wird derzeit von u. a. Pilsen (Radeč) aus gesendet.

### Digitales Fernsehen und Radio (DVB-T2)
In DVB-T werden folgende Programme ausgestrahlt:
| Kanal | Frequenz (in MHz) | Multiplex                                  | Programme im Multiplex | ERP (in kW) | Antennen- diagramm rund (ND), gerichtet (D) | Polarisation horizontal (H), vertikal (V) | Modulations- verfahren | FEC | Guard- intervall | Bitrate (in MBit/s) |
| ----- | ----------------- | ------------------------------------------ | --- | ----------- | ------------------------------------------- | ----------------------------------------- | ---------------------- | --- | ---------------- | ------------------- |
| 34    | 578               | MUX1 Česká televize (öffentlich-rechtlich) | - ČT1 - ČT2 - ČT24 - ČT4 Sport - ČRo 1 – Radiožurnál - ČRo 2 – Praha - ČRo 3 – Vltava - ČRo Radio Wave - ČRo D-dur - ČRo Leonardo - ČRo Rádio Česko | 100         | ND                                          | H                                         | 64-QAM                 | 2/3 | 1/4              | 19,10               |
| 48    | 690               | MUX2 České Radiokomunikace                 | - Nova - Nova Cinema - Prima Family - Prima Cool - TV Barrandov                                                                                     | 100         | ND                                          | H                                         | 64-QAM                 | 2/3 | 1/4              | 19,10               |
| 52    | 722               | MUX3 Czech Digital Group                   | - Óčko - Prima Love - Prima Zoom - Šlágr TV - TV ZAK - Radio Proglas                                                                                | 100         | ND                                          | H                                         | 64-QAM                 | 3/4 | 1/8              | 24,88               |

### Analoges Fernsehen (PAL)
Vor der Umstellung auf DVB-T diente der Sender weiterhin für analoges Fernsehen.
| Kanal | Frequenz (MHz) | Programm | ERP (kW) | Sendediagramm rund (ND)/ gerichtet (D) | Polarisation horizontal (H)/ vertikal (V) |
| ----- | -------------- | -------- | -------- | -------------------------------------- | ----------------------------------------- |
| 10    | 207,25         | TV Nova  | 105      | ND                                     | H                                         |
| 31    | 551,25         | ČT1      | 427      | ND                                     | H                                         |
| 48    | 687,25         | ČT2      | 427      | ND                                     | H                                         |